# Harihara

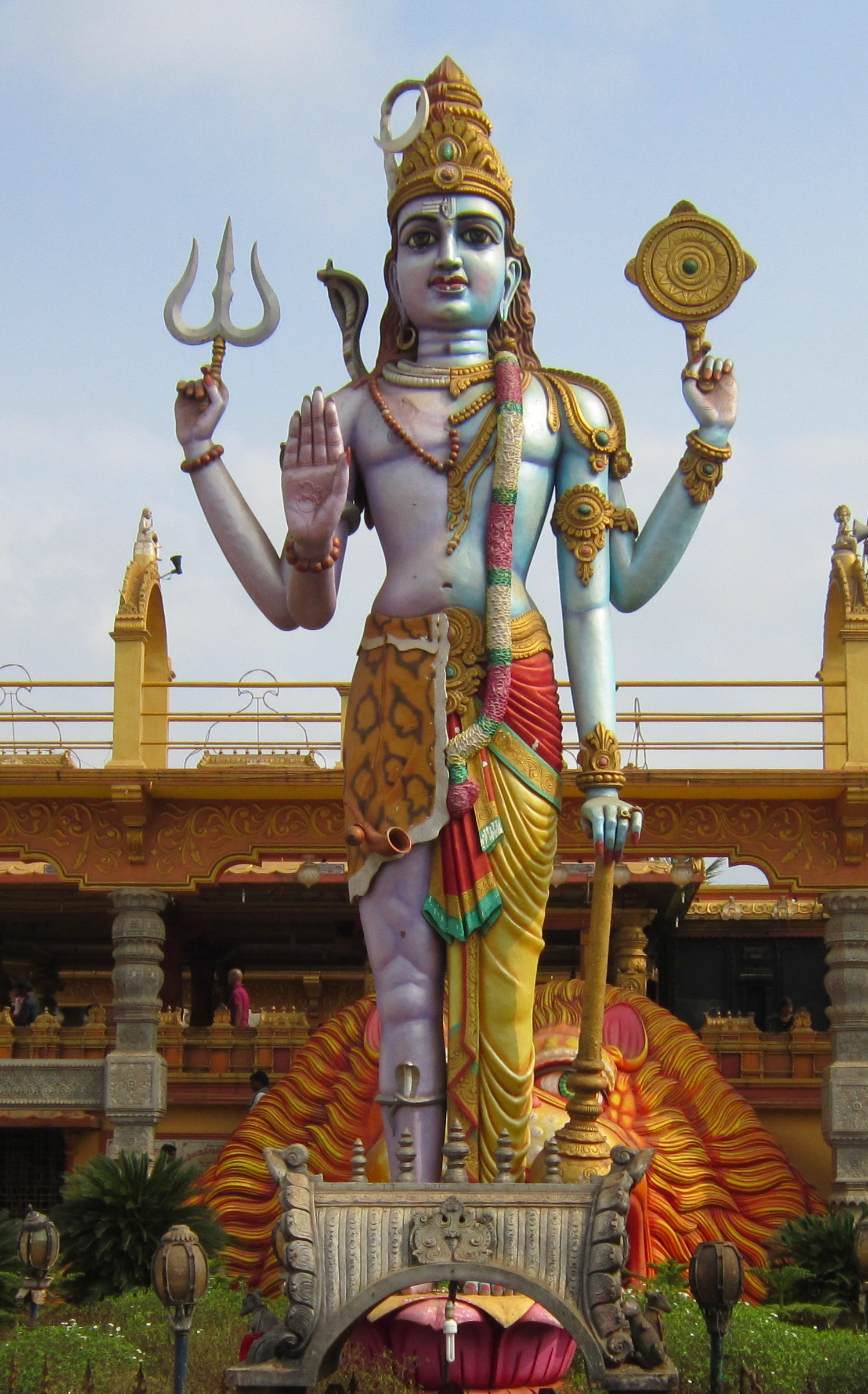
Harihara, con la parte destra col disco raffigurante Vishnu, mentre la metà sinistra col tridente-Trishula rappresentata da Shiva.

Harihara è la rappresentazione della fusione tra Visnù-Hari e Shiva-Hara, secondo la tradizione portata avanti dall'induismo classico. 

## Simbologia sincretistica
Conosciuto anche come "Shankaranarayana", con Shankara che è Shiva mentre Nārāyaṇa è corrispondente a Vishnu. Harihara viene in tal maniera venerato sia dai membri del vishnuismo sia da quelli dello shivaismo come una delle forme del Dio supremo.
Harihara viene altresì utilizzata anche come uno dei termini filosofici per indicare l'unità di Vishnu e Shiva nella loro qualità di aspetti differenti di una stessa Realtà ultima denominata Brahman. Questo concetto di equivalenza delle varie divinità induiste come un principio ed unità di tutta l'esistenza viene discussa proprio col termine Harihara nei testi dell'Advaita Vedānta, una delle scuole della filosofia induista.
Alcune delle prime sculture raffiguranti Harihara, con una metà dell'immagine rappresentante Shiva e l'altra metà Vishnu si ritrovano nei templi scavati nella roccia dell'arte e pittura rupestre sopravvissuti dell'India, come accade all'interno di alcune grotte del complesso templare presente a Badami in Karnataka.